# Eggert Ólafsson
Eggert Ólafsson (Snæfellsnes, 1º dicembre 1726 – 30 maggio 1768) è stato un esploratore e scrittore islandese nonché famoso difensore della lingua islandese.
Lottò per ravvivare la cultura e l'economia islandesi.

## Biografia
Era figlio di un agricoltore di Svefneyjar, situato nella baia di Breiðafjörður. Studiò scienze naturali, classiche, grammatica, diritto e agricoltura presso l'Università di Copenaghen, dove conseguì un Bachelor's degree. Nel 1772 pubblicò Reise igiennem Island (Viaggi in Islanda), un racconto delle esplorazioni scientifiche e culturali condotte tra il 1752 ed il 1757. Il libro rimase un'opera fondamentale riguardo all'Islanda ed ai suoi abitanti.
Ólafsson scrisse di numerosi argomenti. Le sue opere lo resero famoso per gli sforzi di conservazione della lingua islandese, il cui utilizzo aveva subito un calo drastico durante il diciottesimo secolo.
Ólafsson fu un devoto patriota e le sue opere letterarie, soprattutto le poesie, erano intrise di fervore. Utilizzò le proprie opere per infondere patriottismo, che vedeva in calo. Sperava di dare nuova vita alla cultura ed alla politica islandese, in modo da riportare la nazione alla vecchia gloria.
Partì per un viaggio attorno all'Islanda con Bjarni Pálsson (che in seguito divenne ministro della sanità islandese) tra il 1752 ed il 1757. Durante questo viaggio visitò numerosi luoghi naturali e propose miglioramenti geografici e infrastrutturali alle regioni che attraversò.
Ólafsson e la moglie, Ingibjörg Halldórsdóttir, affogarono nel 1768 durante il ritorno a casa dopo un soggiorno invernale a Sauðlauksdalur. La loro barca si rovesciò nella baia di Breida al largo della costa nordoccidentale dell'Islanda. Matthías Jochumsson scrisse in suo onore una poesia commemorativa intitolata "Eggert Ólafsson". Anche il poeta romantico islandese Jónas Hallgrímsson scrisse una poesia per Ólafsson; intitolata "Hulduljóð", rimase incompiuta.